# Estación General O'Brien
General O'Brien es una estación ferroviaria del Ferrocarril Domingo Faustino Sarmiento de la Red Ferroviaria Argentina, en el ramal que une las estaciones de Estación Suipacha y Bayauca.

## Ubicación
Se encuentra en la localidad de Eduardo O'Brien, partido de Bragado, provincia de Buenos Aires, Argentina.

## Servicios
No presta servicios de pasajeros. Sus vías están a cargos de la empresa Trenes Argentinos Cargas,sin embargo las vías se encuentran sin uso y en estado de abandono.
Recibía los servicios provenientes de Once con destino a Lincoln, General Villegas y Realicó. No posee servicios de pasajeros desde 1994.